# الاستيقاظ عبر لان
Wake On LAN:

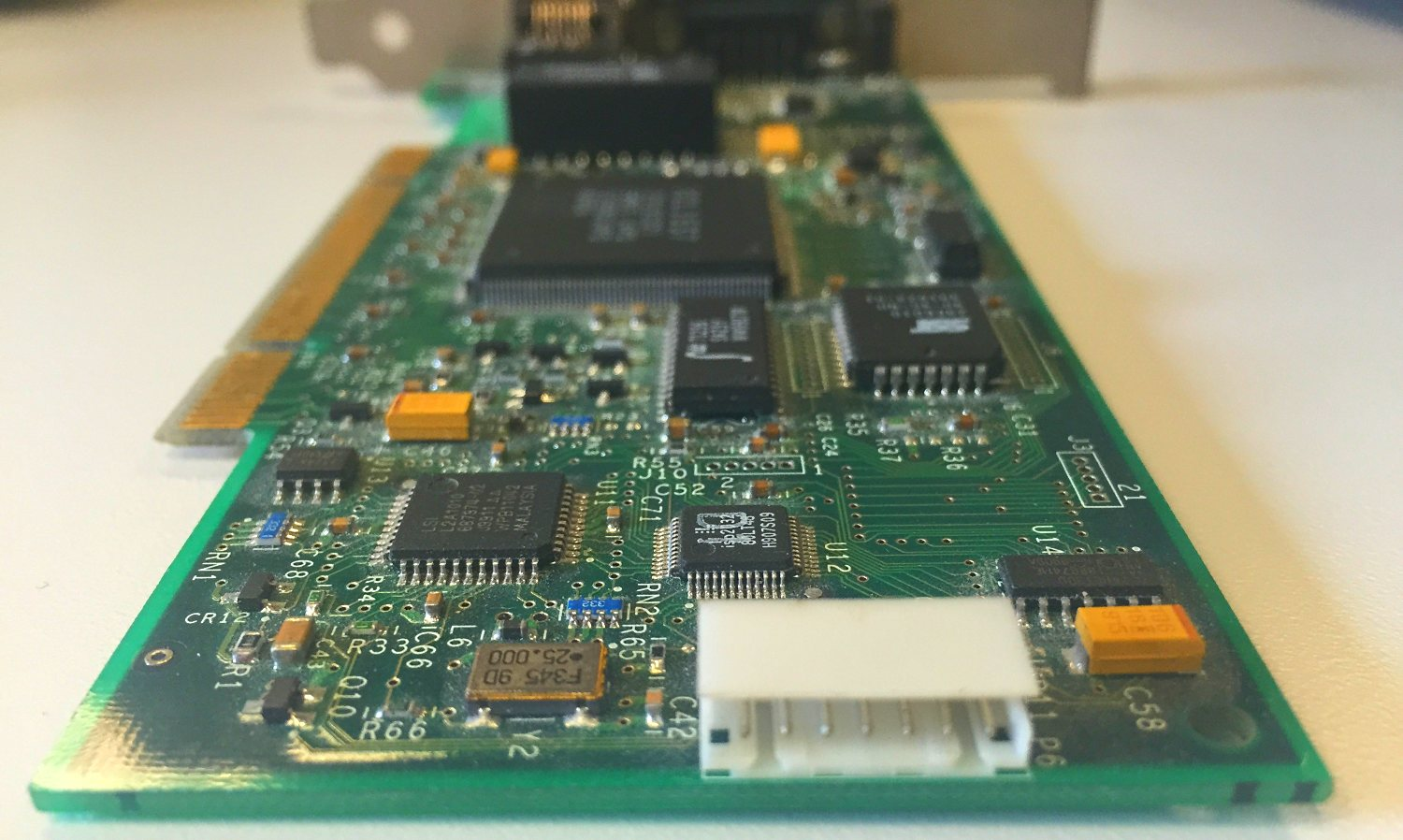

إن هذه التقنية هي عبارة عن جمع واتفاق بين الهاردوير وبين السوفتوير أو برنامج حتى يتم في النهاية تشغيل جهاز كمبيوتر عن بعد ضمن شبكة معينة.
وخلافا عن تقنية Wake On Modem فإن تقنية (WOL) بحاجة إلى برنامج خاص يتم عن طريقه نقل رسالة خاصة تسمى (Magic Packet) إلى الكمبيوتر المعني حتى يتم تشغيله.

## مبدأ عمل هذه التقنية
إن أي جهاز كمبيوتر عند إطفائه، فإن كرت الشبكة لا يزال مزود بالطاقة (Power) ويستمر بالاستماع إلى أي إشارة قادمة له من خلال أجهزة الشبكة (لاحظ ذلك عند التأخر في طلب الأمر Ping لجهاز كمبيوتر مغلق)،،
وتقنية WOL تتم عندما يقوم إحدى أجهزة الشبكة بإرسال حزمة من البيانات تسمى (Magic Packet) ضمن تسلسل خاص وعلى أي شكل تريد (على شكل IP أو IPX أو أي شيء) .. وبالتالي فإن الكمبيوتر المعني يفهم هذه الرسالة بأنه مطلوب منه العمل فورا للقيام بمهام خاصة.

## متطلبات هذه التقنية من ناحية ال(Hardware)
- - مزود طاقة (Power Supply) من النوع ATX.
- - لوحة أم تدعم خاصية التشغيل عن بعد (WOL).
- - كرت شبكة يدعم خاصية التشغيل عن بعد (WOL).
- - كيبل توصيل بين كرت الشبكة وبين اللوحة الأم (عند الحاجة لذلك).

وهناك ثلاثة حالات نتأكد فيها أن المتطلبات متوفرة لدينا وجاهزة للعمل لتفعيل هذه التقنية ..
في حالة كان كرت الشبكة من النوع المدمج على اللوحة الأم (Integrated)..
وفي هذه الحالة فإنه لا حاجة لنا لكيبل التوصيل،، كما أن اللوحة الأم تدعم هذه التقنية أيضا وبالتالي كرت الشبكة يدعم ذلك ..
ولتفعيل هذه الخاصية يتم عن طريق اعدادات البيوس بالبحث عن تفعيل/تعطيل خاصية Wake On Lan ونقوم بتفعيلها (Enabled)..
وتختلف الصيغ المكتوبة في برنامج البيوس لمختلف أنواع لوحات الأم المتوفرة في الأسواق، وأسرد لكم بعض الأمثلة لبعض لوحات الأم.